# Cementerio de Nuestra Señora del Sagrario
El cementerio de Nuestra Señora del Sagrario es un cementerio de la ciudad española de Toledo.

## Historia
Llamado antiguamente «cementerio nuevo», en contraposición al desaparecido cementerio de la vega baja, o «campo-santo general», al que sucedió, está ubicado sobre unos cerros al norte de la ciudad de Toledo. El proyecto, que data de 1886, corresponde al arquitecto municipal Juan García Ramírez.
Jerónimo López de Ayala lo describía en 1890, cuando todavía estaba en construcción, de la siguiente manera:

Cementerio nuevo.—Situado en alto, también al N. de la ciudad, á bastante distancia de ella y en terreno de la dehesa de Buenavista. Ocupa un vasto espacio y su construcción corre á cargo del arquitecto municipal Sr. Ramírez. Para dirigirse á él se toma un camino nuevamente abierto, que se aparta á la izquierda de la carretera de Madrid y del de la ermita de San Roque, poco más allá de la de San Eugenio.
(El Vizconde de Palazuelos, 1890, pp. 1173-1174)

Fue inaugurado finalmente el 8 de septiembre de 1893. En 1948 fue escenario de rodaje de escenas de la película El capitán de Loyola.